# Barnhartvale
Barnhartvale est un carré[Quoi ?] de la ville de Kamloops, en Colombie-Britannique.

## Histoire
Jusqu'en 1973, Barnhartvale constituait une municipalité indépendante. 